# Métal déployé

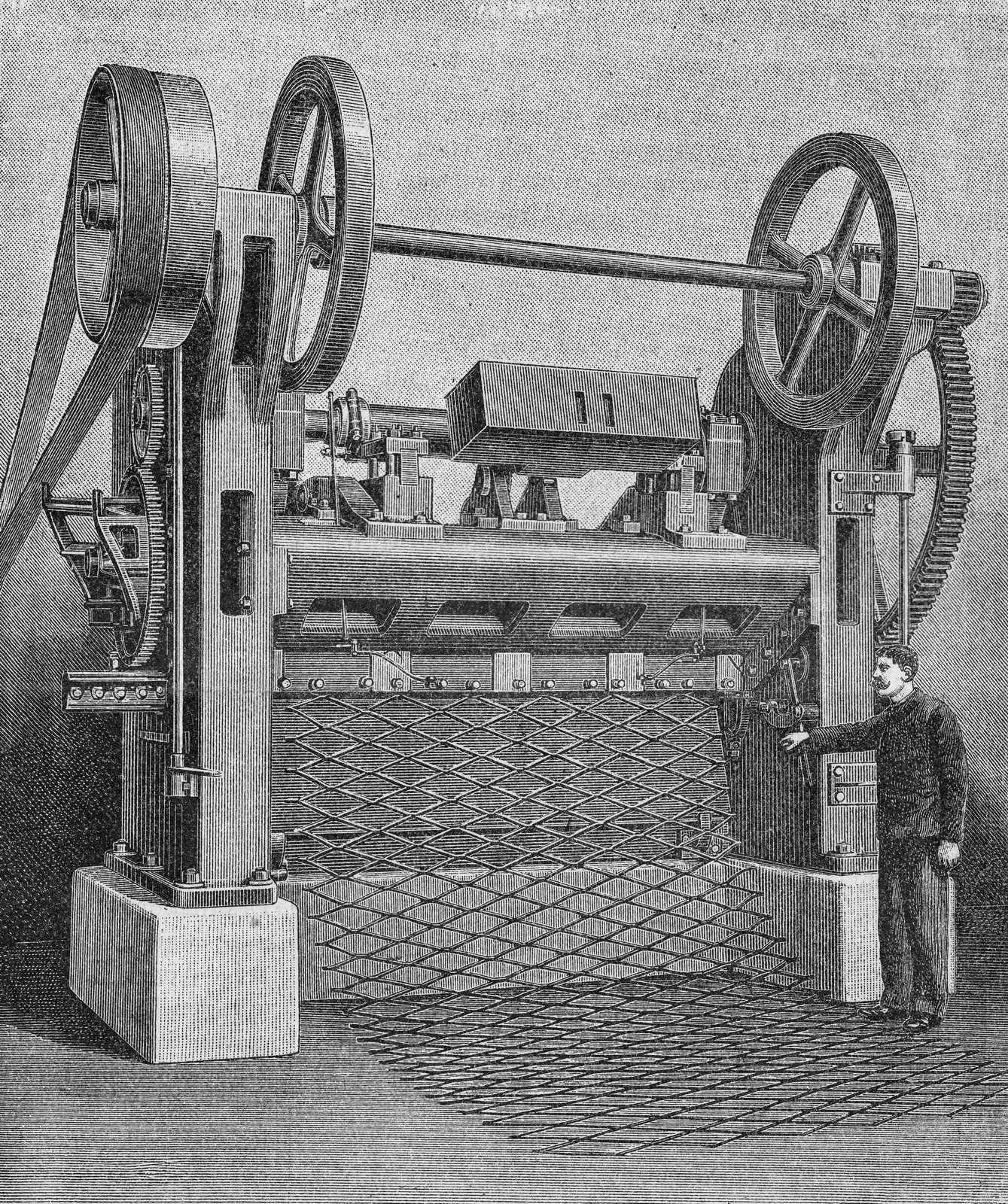
Fabrication de métal étiré vers 1900 (Streckmetalmaschine).

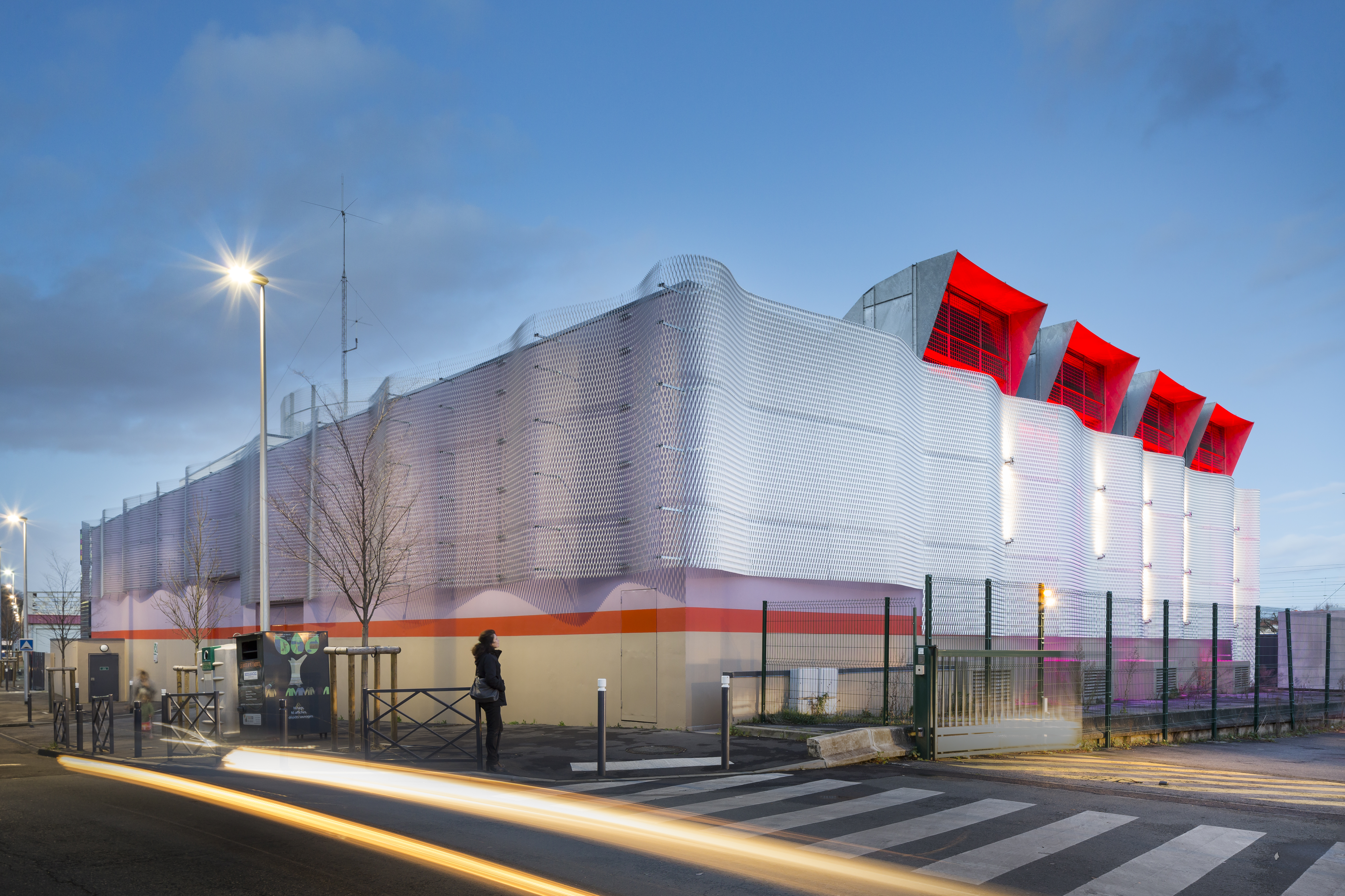
Exemple d'habillage de façade.

Métal déployé mis en œuvre en façade et en surtoiture.

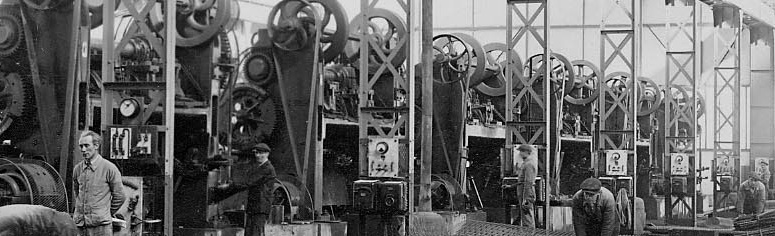
Photographie historique d'ateliers.

Le métal déployé, ou métal étiré, est réalisé par cisaillement d'une plaque ou d'une bobine de métal dans une presse équipée de couteaux. Cela crée un maillage métallique généralement de forme de losange (mais on trouve aussi des maillages ronds, hexagonaux ou carrés) laissant des vides entourés par des barres en métal interconnectées.
La méthode de fabrication la plus courante est de trancher et d'étirer dans le même mouvement la matière. Il est souvent abrégé en anglais par Exmet. Cependant, c'est une marque déposée en France par l'unique fabricant français (société METAL DEPLOYE installée en Bourgogne à Montbard depuis 1902). de mailles pour l'architecture et l'industrie. Le métal déployé est aussi appelé métal étiré,. Il s'agit d'une grande partie de l'industrie des métaux et elle y joue un rôle clé dans la transformation.
Le métal déployé est utilisé dans de nombreux champs d'applications de l'industrie à l'architecture : filtres, hottes, mobilier métallique (bancs, poubelles, pot à crayons) clôtures, arrêt béton, banches, voliges, protections, platelages, brise-soleil, garde-corps, élément de bardages ou de façades, plafonds suspendus...